# Ajania quercifolia
Ajania quercifolia là một loài thực vật có hoa trong họ Cúc. Loài này được (W.W.Sm.) Y.Ling & C.Shih mô tả khoa học đầu tiên năm 1980.